# ガンプリン
ガンプリン（標準ドイツ語：Gamprin, アレマン語（リヒテンシュタイン方言）：Gamprii（ガンプリー））は、リヒテンシュタインの中でも最古の基礎自治体。
かつてはベンデルン（Bendern）と呼ばれていた。「ベンデルン」はやや古い時代の舞台ドイツ語式発音で、現代ドイツ語では「ベンデアン」[bɛndəɐn]または「ベンダン」[bɛndɐn]と発音される。

## 地理
2020年の国勢調査によると、総人口は1687人（男性873人、女性814人）で面積は6.1km2である。

## 歴史
1950年までカンプリンの紋章や市旗がなかったが、1957年に紋章や市旗を制定する委員会を設立し1958年に制定された。
黄色い線は西に位置するライン川、バラは中世にこの地に住んでいた騎士リュディガー・フォン・リンバッハの紋章を基調としたものである。　